# Rivière Root (Wisconsin)
Pour les articles homonymes, voir Root.

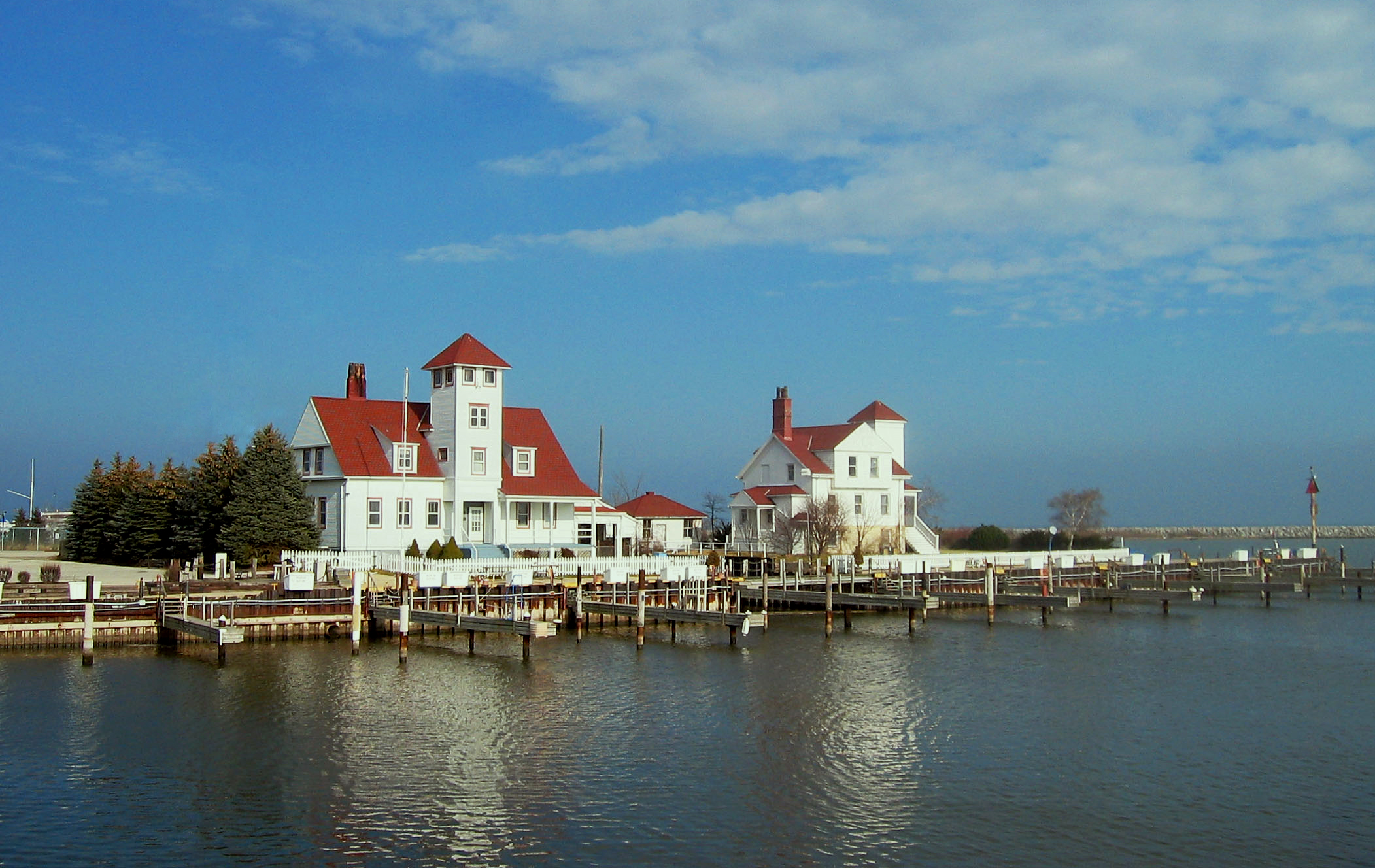
L'embouchure de la rivière Root, Racine, Wisconsin

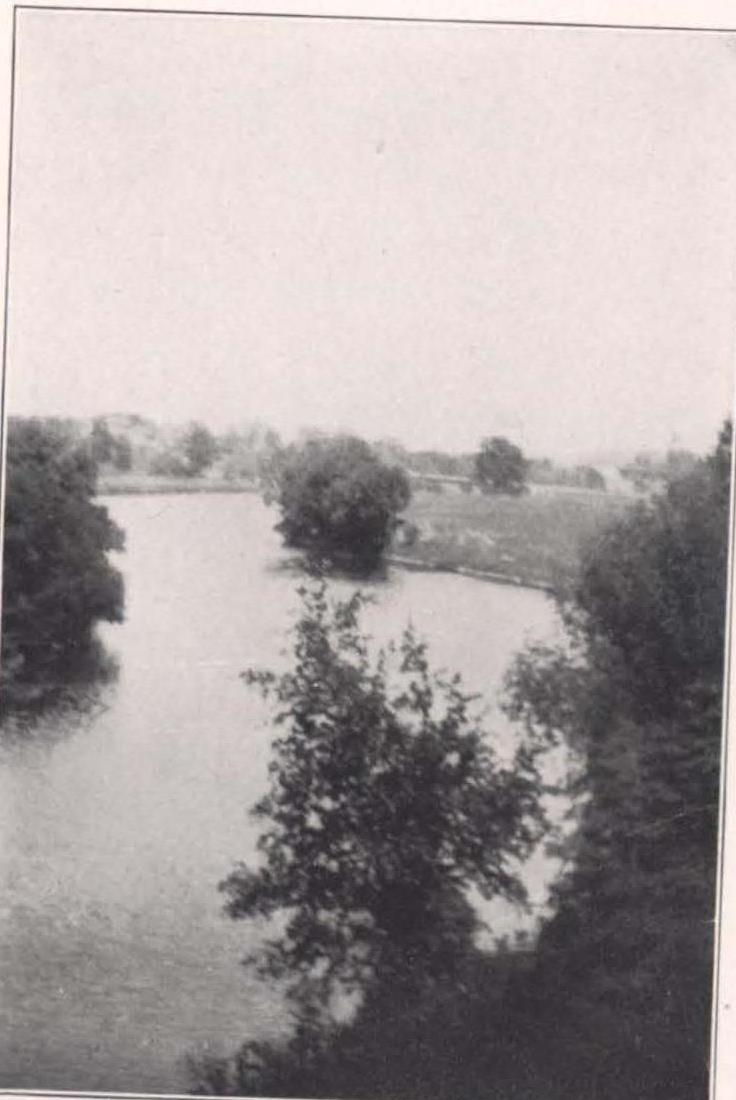
Rivière Root, au début du 20e siècle

La rivière Root est une rivière de mesurant 70,3 kilomètres (43,7 mi) qui se jette dans le lac Michigan à la ville de Racine dans le sud-est du Wisconsin aux États-Unis. Racine et le comté de Racine portent le nom de la rivière.

## Tracé
La rivière Root prend sa source dans la banlieue du comté de Waukesha à New Berlin et coule pour la majorité de son parcours vers le sud-est à travers le comté de Milwaukee de West Allis à Franklin, puis dans le comté de Racine, où elle entre dans le lac Michigan dans la ville du même nom.

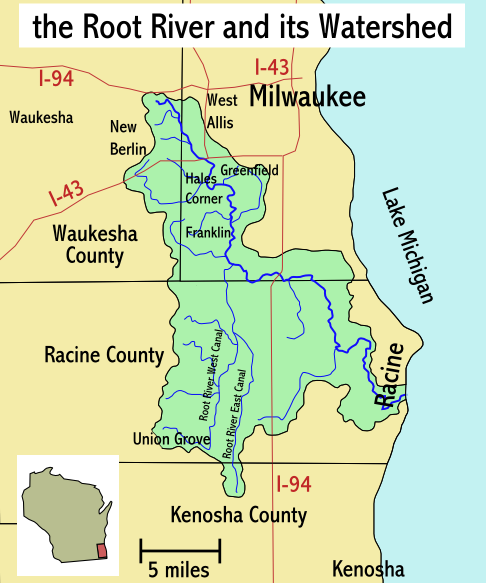
Rivière Root et son bassin versant

## Autres noms
Selon le Système d'information sur les noms géographiques, la rivière Root est également connue historiquement sous le nom de :
- Coton chippe
- Chipperooton
- Kipikawi
- Ot-chee-beek
- Rivière Racine [2]

Il y avait à une certaine époque un hameau à Greenfield appelé Root Creek, sur la rive de ce qu'on appelait localement « Root Creek » plutôt que « Root River ».

## Voir également
- Liste des rivières du Wisconsin
- Liste des étymologies des noms du comté du Wisconsin
- Liste des comtés américains nommés d'après des rivières